# Роздольне (Кальміуський район)
Роздо́льне (до 1946 року — Велика Каракуба) — село в Україні, у Кальміуській міській громаді Кальміуського району Донецької області. Населення становить 2451 осіб.

## Загальні відомості
Розташоване на місці злиття Мокрої Волновахи та Кальміусу. Відстань до райцентру становить близько 18 км і проходить автошляхом Т 0508.
У 2014 році внесено до переліку населених пунктів на Сході України, на яких тимчасово не діє українська влада.

## Історія
Село Велика Каракуба (від кримськотатарського qara qoba — «Кара Коба» — «чорна печера») було засноване в 1779 році грецькими переселенцями з однойменного кримського села. Іменувалося воно також і Старою Каракубою на противагу Новій Каракубі, заснованої вихідцями з Великої Каракуби.
У 1780 році в селі була побудована кам'яна церква. У 1786 році з'явилася нова церква. Жителі пряли шерсть і займалися виготовленням вовняних виробів. Було поширено килимарство. Велика Каракуба славилася своїми килимами на весь повіт.
У селі був млин і каменоломня. Будівельний камінь добували, дробили і сортували за розмірами. Добували камінь різного кольору: білий і сірий вапняк, бурий пісковик.
У 1946 році село перейменоване в Роздольне.
На околиці села знайдено залишки поселень епохи неоліту, міді, бронзи (V—I ст. до н. е.), А також поселення салтівської культури (VIII—X ст. н. е.).
На протилежному (лівому) березі річки знайдено багате сарматське поховання.

## Пам'ятки
На території радгоспу «Каракубський» в місці впадання в Кальміус його правої притоки Мокра Волноваха розташований геологічний заказник загальнодержавного значення Роздольненський, створений у 1974 році. Пісковики і конгломерати верхнього девону (370 млн років) і вапняки нижнього карбону. Тут також трапляються базальтові порфірити і туфи, а також докембрійські граніти і пегматити (2 млрд років). Площа заказника 100 га.
На південному сході села розташоване геологічне заповідне урочище місцевого значення Василівка.

## Економіка
У селі розташовані елеватор і центральна садиба колишнього радгоспу «Каракубський».

### Транспорт
Відстані по автомобільних магістралях:
- - 54 км — до обласного центру
  - 26 км — до російсько-українського кордону
- Найближча залізнична станція:
  - 9 км — до залізничної станції «Каракуба»;
- Морський порт:
  - 70 км — м. Маріуполь
- Аеропорти:
  - 65 км — м. Донецьк
  - 75 км — м. Маріуполь

## Населення
За даними перепису 2001 року населення села становило 2451 особу, з них 2,49 % зазначили рідною мову українську, 95,23 % — російську та 2,24 % — грецьку мову.

## Відомі люди
- Джуха Іван Георгійович — російський геолог, мінералог; дослідник історії греків Приазов'я та понтійців загалом, керівник проєкту «Грецький мартиролог»; політичний та громадський діяч.